# Pierre Haina

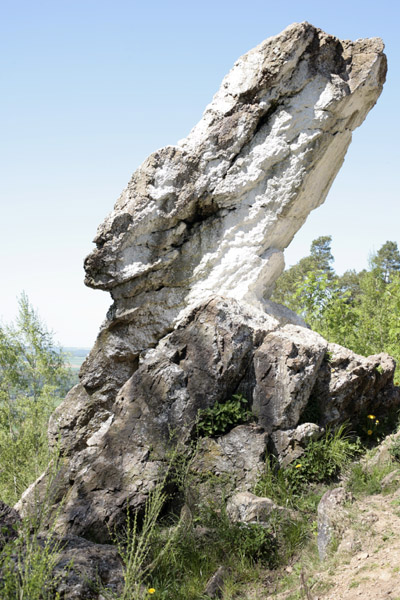
Pierre Haina

De Pierre Haina, soms ook Witte Menhir genoemd, is een natuurlijke rots in de gemeente Durbuy in de Belgische provincie Luxemburg. Het is een van de legendestenen in het gebied, naast het Duivelsbed en de Pas-Bayard. 
De rots heeft een opvallende vorm: hij steekt als stenen pilaar uit boven de onderliggende rots. Op die manier vormt de rots zo een natuurlijke menhir, maar is vermoedelijk ooit bewerkt. De Pierre Haina bevindt zich op 1,4 kilometer ten oosten van de Dolmen van Wéris en een kilometer ten noordoosten van het dorp Wéris. De rots bevindt zich op een heuvelrug aan de oostzijde van de vallei waarin Wéris gelegen is. In deze vallei liggen twee dolmens en een aantal andere menhirs. De verschillende megalieten in de omgeving zouden verschillende alignmenten met elkaar vormen die evenwijdig aan elkaar gelegen zijn.
Voor het megalithische systeem in de vallei was de Pierre Haina een belangrijk vizierpunt. De hooggelegen uitstekende rots is goed zichtbaar vanaf verschillende van de megalieten. De rots werd jaarlijks bij een equinox witgekalkt, waardoor die nog zichtbaarder was vanuit de omgeving.
Het rotsblok heeft een hoogte van ongeveer drie meter en staat schuin met een hellingshoek van 60 graden.